# Aviamotornaja (stanice metra v Moskvě, linka Bolšaja kolcevaja)
Aviamotornaja (rusky Авиамоторная) je stanice moskevského metra na lince Bolšaja kolcevaja, která byla zprovozněna dne 27. března 2020 v rámci úseku Kosino - Lefortovo na Někrasovské lince. Tehdy celý úsek byl obsluhován v rámci této linky. Dne 17. března 2023 byly z Někrasovské linky vyjmuty stanice Aviamotornaja, Lefortovo a Elektrozavodskaja (zprovozněna 31. prosince 2020 a rovněž dočasně připojena k Někrasovské lince) a následně 20. března 2023 připojeny k lince Bolšaja kolcevaja. Stanice je pojmenována podle nedaleké ulice. Ze stanice je možné přestoupit na stejnojmennou stanici na Kalininsko-Solncevské lince a stejnojmennou železniční zastávku, kterou obsluhují vlaky v Rjazanském směru Moskevské železnice a na lince MCD-3.

## Charakter stanice
Stanice Aviamotornaja se nachází ve čtvrti Sokolinaja Gora (Соколиная Гора) na místě, kde se dříve nacházel Lefortovský trh a trakční stanice Mosgortransu.
Stanice v současné době disponuje jedním funkčním - jižním - vestibulem, který se nachází na bývalé tramvajové konečné stanici Projezd Entuziastov (Проезд Энтузиастов). Severní vestibul by měl být zprovozněn v roce 2024 a bude mít východ v blízkosti Aviamotorné a Krasnokazarmenné ulice (Красноказарменная улица). Vzhledem k tomu, že se zde nacházejí dvě stanice metra a železniční zastávka, byl zde zorganizován dopravně-přestupní uzel, do kterého jsou zahrnuty i zastávky městské hromadné dopravy. Připravuje se dostavba komerční části uzlu, která v sobě bude zahrnovat kancelářské i rezidenční prostory, přičemž původní tržní prostory budou nahrazeny moderními.
Stanice je s vestibuly propojena prostřednictví eskalátorů a výtahů. Přestup na stanici Kalininsko-Solncevské linky je zatím možný pouze po ulici, v současnosti probíhá výstavba přechodu mezi stanicemi, která bude dokončena v roce 2024, vstup do něj je umístěn uprostřed nástupiště. Design stanice je věnován letecké tematice a koresponduje s názvem stanice. Kolejové stěny jsou vyrobeny z nerezové oceli, podlaha je z přírodního kamene a strop je z hliníku. Designu stanice dominují šedé, černé a bílé barvy. Sloupy a lampy na plošině kopírují tvar částí letadel a stropy z lamelových panelů v hale vytvářejí pocit proudění vzduchu. Strop znázorňuje kondenzační stopu, kterou za sebou zanechává letící letadlo. Stopu letadla také napodobuje různé LED osvícení a neonové hliníkové lampy.